# Pierre Le Moyne
Pour les articles homonymes, voir Le Moyne et Pierre Le Moyne (homonymie).
Pierre Le Moyne, né le 5 mars 1602 à Chaumont-en-Bassigny et mort à Paris le 22 avril 1672, est un poète français.

## Biographie

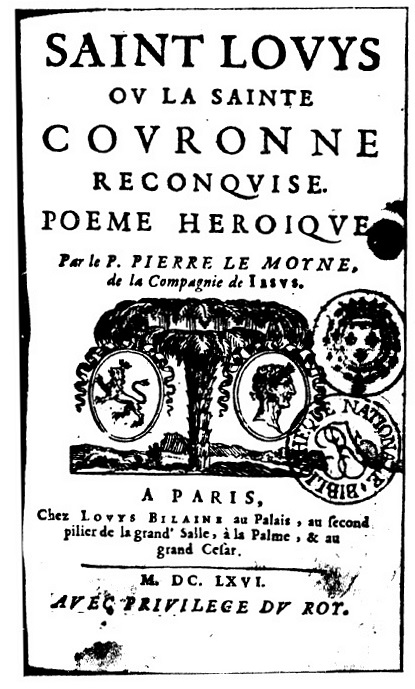
Frontispice du Saint Louis (1653).

Il entra au noviciat à Nancy en 1619, puis il enseigna le Humanités au Collège de Reims, puis la philosophie à Dijon et enfin au Collège de Clermont à Paris.
S'il cessa de prêcher dès 1659 et se consacra à l'écriture.
Appartenant à l'ordre des Jésuites, Le Moyne est l’auteur d’un poème épique, intitulé : Saint Louis, ou la Sainte couronne reconquise sur les infidèles (1653, in-12), lui attira, pendant quelque temps, une grande réputation. On y trouvait de l'imagination, de la pompe, et l’on y voyait une Iliade nationale, mais plus tard, on lui reprocha plutôt l’enflure et l’extravagance du style, la faiblesse du plan et le manque d’intérêt. Entre les deux jugements se place celui de Boileau, qui dit du père Lemoyne que, s’il était trop fou pour qu’on en dît du bien, il s’était trop élevé pour en dire du mal. Aujourd’hui, ce qui frappe dans le Saint Louis, c’est l'excès de l'imagination baroque. C’est dans ce poème qu’on trouve ces fameux vers :
Les deux yeux de Cnémon, de deux flèches percés,
Jusque dans le cerveau lui furent enfoncés.
Et la nuit lui survint par les portes du jour.
On a encore du P. Le Moyne les Entretiens et Lettres poétiques (1665, 1672, in-8), parmi lesquels se trouvent les Peintures morales, en vers et en prose, qui furent vivement attaquées, ainsi que la Dévotion aisée (1652, in-8), dans les Provinciales de Pascal.
Le concept de passions tristes (ie.la haine, la peur, la colère, la jalousie, le mensonge ou la violence) serait issu de la pensée de Spinoza (1632-1677). En fait, l’expression n’existe que sous la plume des commentateurs français de Spinoza ; les néerlandais ou anglo-saxons utilisent peu les expressions correspondantes ‟trieste passies‟ ou ‟sad passions”. On ne la retrouve pas dans l’Ethique de Spinoza, mais bien chez le poète français Pierre Le Moyne (1602-1672) pour qui les ‟passions tristes sont pesantes”, et donc plus facile à modérer que les ‟passions agréables”, une idée que reprendra Spinoza.

## Œuvres

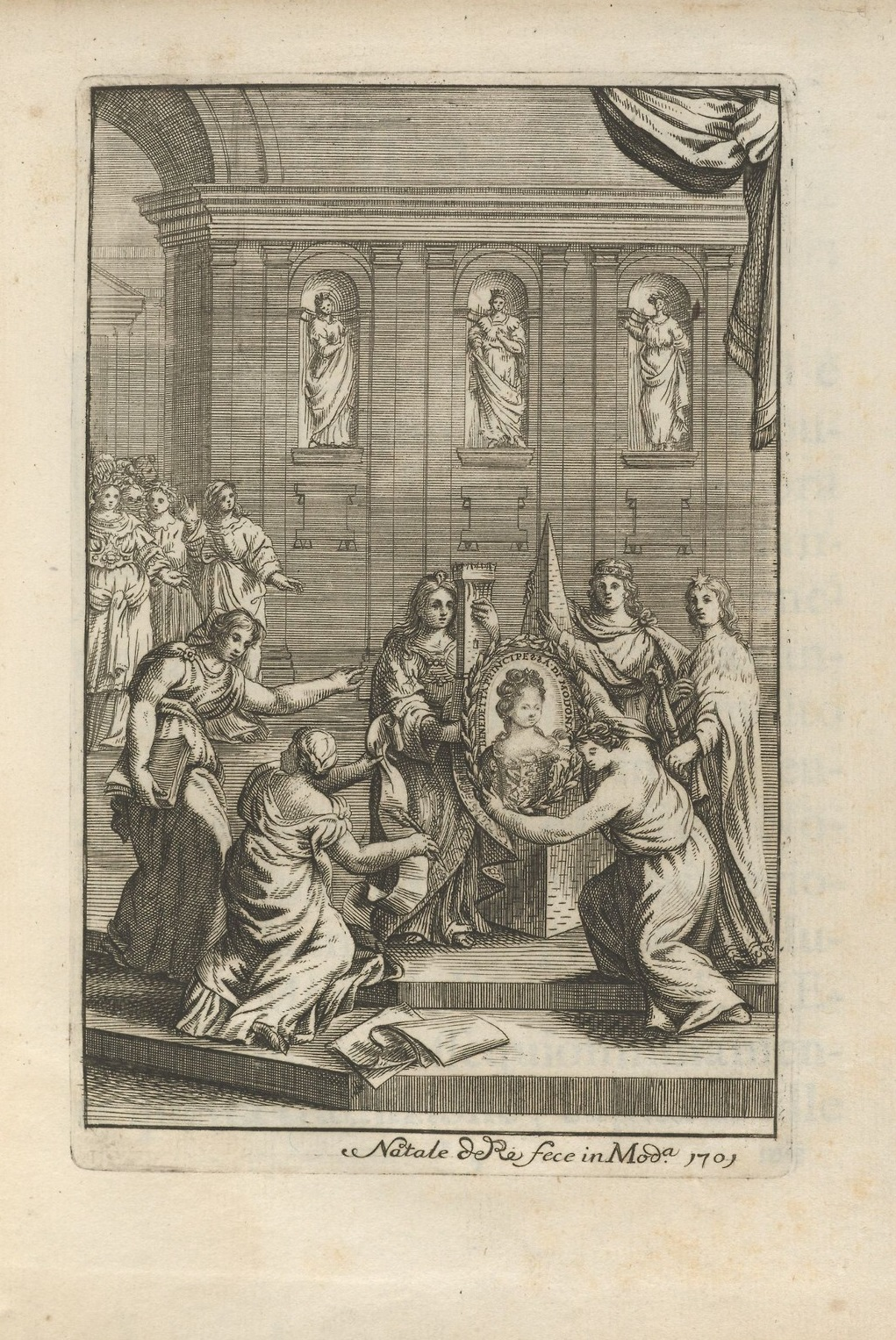
Édition de 1701 de La galleria delle donne forti.

- Les Triomphes de Louys le Juste (1630)[2]
- Sonnets sur la naissance de Monseigneur le Dauphin (1638)[3]
- Le Ministre sans reproche (1645)[4]
- La Gallerie des femmes fortes (1647)[5],[6]
- Lettre de la Seine à la Meuse sur l'état présent des affaires (1649)[3]
- La Dévotion aisée (1652)
- Saint Louis, ou la Sainte couronne reconquise sur les infidèles (1653)[7],[8]
- La Veuë de Paris, Lettre héroïque et morale (1659)[9]
- Entretiens et Lettres poétiques (1665)
- L'art de régner (1665)[10]
- Les Oeuvres poétiques du P. Le Moyne enrichies de très belles figures en taille douce. Paris, Thomas Jolly, 1672. In-folio. (Tchemerzine, Répertoire des livres à figures publiés en France au XVe siècle, p.283 et suivantes, ne donne qu'une édition in-8)